# Arctopsyche irrorata
Arctopsyche irrorata là một loài Trichoptera trong họ Hydropsychidae. Chúng phân bố ở miền Tân bắc.